# Woluntaryzm (myśl polityczna)

Nieoficjalny symbol woluntaryzmu, będąc stylizowaną wersją litery V

Woluntaryzm (ang. Voluntaryism) – ideologia polityczna powiązana z libertarianizmem oraz liberalizmem klasycznym, sformułowana głównie przez angielskiego myśliciela i polityka Auberona Herberta. Jest uważaną za ideologię przodkową anarchokapitalizmu.

## Historia
Woluntaryzm był sformułowany przez Auberona Herberta na podstawie filozofii politycznej Herberta Spencera. Określenie woluntaryzm był później przystosowany przez różne grupy libertariańskie, w tym stronę internetową Voluntaryist.com.
Angielski ekonomista oraz liberalny socjalista John Atkinson Hobson był historycznym krytykiem woluntaryzmu, nazywając go „anarchizmem bogatego”.